# Masz To Jak W Banku
«Masz To Jak W Banku» — дебютний студійний альбом польського репера O.S.T.R., випущений 4 листопада 2001 року лейблом Asfalt Records.
Більшість треків спродюсовані самим O.S.T.R., крім № 3, 9, 11 — Nestor.

## Список композицій
1. «Intro» — 1:23
2. «O+» — 3:51
3. «Kiedy» — 2:34
4. «Kakafonia» — 3:15
5. «A.B.C.» — 3:20
6. «Ja To P!» — 3:30
7. «Świata Kwietnik» — 3:00
8. «Masz To Jak W Banku» — 3:22
9. «Z…» — 3:14
10. «Yebać» — 2:17
11. «Widzisz Błąd» — 3:32
12. «Dzień Po Dniu» — 3:23
13. «1001 Karier» — 3:01
14. «Płonie (Skit)» — 1:40
15. «Profesja» — 2:43
16. «Salsa» — 2:42
17. «P.E.C.H.» — 3:37
18. «Ile Jestem W Stanie Dać» — 3:53
19. «Nie Ma Tego Złego» — 3:10
20. «Hał (Skit)» — 0:15
21. «O.S.T.R.» — 3:16